# Spinaceto
Spinaceto è la zona urbanistica 12G del Municipio Roma IX di Roma Capitale.
Si estende sulla zona Z. XXVIII Tor de' Cenci.
Il toponimo indica anche una frazione di Roma Capitale (Piani di Zona I PEEP 46 e II PEEP A5).

## Geografia fisica

### Territorio
Si trova a sud del Grande Raccordo Anulare, da cui dista 1 km, ed è delimitata a nord e a ovest da via di Mezzocammino, a est da via Pontina.
La zona urbanistica confina:
- a nord con la zona urbanistica 12C Torrino
- a est con la zona urbanistica 12H Vallerano-Castel di Leva
- a sud con la zona urbanistica 13X Castel Porziano
- a ovest con la zona urbanistica 12F Mezzocammino

## Storia

Spinaceto durante la costruzione negli anni settanta.

Il termine Spinaceto appare nell'anno 1536 per indicare una tenuta confinante con quella di Decima.
Il moderno complesso residenziale nasce con la legge 18 aprile 1962, n. 167, con i progetti degli architetti Lucio Barbera, Fausto Bettinelli, Nicola Di Cagno, Dino Di Virgilio Francione e Piero Moroni, e viene completato negli anni 1970/1971.
Molto interessante il progetto, nato dalle spinte utopistiche urbane: le case sono situate ai lati delle due strade principali ed i negozi nello spazio delimitato da esse, divise da lunghi viali alberati.
Spinaceto conserva un reperto archeologico del XIII secolo chiamato "Torre Brunori", salvato dall'edilizia moderna.
Inoltre, il quartiere presenta i resti di una villa rustica romana avente un'area di oltre 1200 m² e datata tra il I secolo a.C. e il IV secolo d.C., nell'area delimitata dalla via Alberto Cozzi e da uno dei due cavalcavia di Spinaceto.
Dalla parte opposta della via Pontina si trova la riserva naturale di Decima-Malafede, una delle più importanti riserve naturali romane, per gli altissimi valori archeologici, naturalistici e paleontologici.

Ricchissima di fauna, grande oltre 6.000 ettari, è una delle oasi del WWF. Al suo interno troviamo la Torre di Perna, costruzione medievale originariamente destinata alla salvaguardia dell'omonima Valle di Perna, oggi Casa del Parco.

## Monumenti e luoghi d'interesse

### Architetture religiose
- Chiesa di San Giovanni Evangelista a Spinaceto, su via Raffaele Aversa. Chiesa del XX secolo (1979). 41.785946°N 12.443811°E

Parrocchia eretta il 1º ottobre 1969 con il decreto del cardinale vicario Angelo Dell'Acqua "Neminem fugit".

### Siti archeologici
- Villa rustica romana, su via Alberto Cozzi e viale degli Eroi di Cefalonia. Villa del I secolo a.C. 41.779165°N 12.440172°E
- Villa romana (presumibilmente), all'interno di una porzione recintata del Parco di Mezzocammino in prossimità di via di Mezzocammino (largo Sergi). A seguito dell'inizio dei lavori per la costruzione di un centro commerciale (mai più realizzato benché gli scavi iniziati non siano mai stati ripristinati, con tutto ciò che ne consegue in termini di fruibilità del parco e di sicurezza degli utenti), negli anni attorno al 2010 vennero ritrovati i resti di alcuni muri e pavimentazioni; nello stesso periodo essi furono oggetto di rilevazioni archeologiche ma il complesso non fu mai portato alla luce e giace tuttora sepolto alla profondità di alcuni metri.
- Torre Brunori o Morone, su viale dei Caduti per la Resistenza. Torre del XIV secolo.

### Aree naturali
- Parco di Mezzocammino, nelle adiacenze di via di Mezzocammino.
- Parco Campagna di Spinaceto, tra viale dei Caduti per la Resistenza e via Pontina.
- Parco del Risaro, tra via del Risaro e via Romolo Gigliozzi.

Vi sono inoltre numerose aree verdi: il quartiere è infatti relativamente poco edificato (sebbene le parti edificate siano ad intensità abitativa mediamente molto elevata) e comprende numerosissime zone lasciate a verde (e giardini privati), anche delle dimensioni di poche decine di metri quadrati. Tra queste le principali:
- Parco Bambini di Sarajevo, tra via Carlo Zaccagnini e viale dei Caduti per la Resistenza.
- Parco Caduti delle Forze dell'Ordine, tra via Ettore Arena e viale dei Caduti per la Resistenza.
- Parco Caduti di Tutte le Guerre, tra via Salvatore Lorizzo e viale dei Caduti per la Resistenza.
- Parco Fernando Pereira, all'interno di via Romolo Gigliozzi.

Da notare che nella zona urbanistica limitrofa verso sud-ovest, oltre via del Risaro e separata da una cresta collinare, si trova l'ampia Tenuta di Castelporziano, che si estende sino al mare.

## Cultura

### Biblioteche
- Biblioteca comunale "Pier Paolo Pasolini", su viale Caduti per la Resistenza.

### Scuole
- Liceo Scientifico "Ettore Majorana"
- Liceo Linguistico "Ettore Majorana"
- Liceo Classico "Plauto"
- Liceo Scienze Umane "Plauto"
- Scuola media "Umberto Nistri"
- Scuola media "Ottorino Respighi"
- Scuola elementare "Carlo Avolio"
- Scuola elementare "Paolo Renzi"
- Scuola elementare "Rosalba Carrera"
- Scuola elementare con presidio USL "Frignani"
- Scuola elementare e dell'infanzia "Santi Savarino"
- Scuola dell'infanzia "Giardino dei Ciliegi"
- Scuola dell'infanzia "Magica Magnolia"
- Scuola dell'infanzia "Frateli Grimm"
- Scuola dell'infanzia "Piccolo Mandarino"
- Scuola dell'infanzia "Augusto Renzini"
- Istituto Comprensivo "David Sassali"

### Cinema e televisione
Spinaceto è stata teatro di scena per film di Bruno Corbucci (Delitto sull'autostrada, 1982), Nanni Moretti (Caro diario, 1993), Carlo Verdone (Gallo cedrone, 1998; Ma che colpa abbiamo noi, 2003) e Damiano & Fabio D'Innocenzo (Favolacce, 2020).
Spinaceto appare anche nella serie televisiva Un medico in famiglia.

### Teatro
- Teatro Della Dodicesima, su via Carlo Avolio.

## Sport
Il quartiere ospita una squadra maschile di calcio a 5, l'A.S.D. Spinaceto 70, militante nel campionato di Serie C1.

## Odonimia
I nomi delle strade di Spinaceto rendono omaggio ai soldati caduti durante le guerre e gli eccidi del XX secolo.
Si ricordano il viale dei Caduti per la Resistenza e il viale dei Caduti nella Guerra di Liberazione e, come parte di un altro blocco di isolati che riprende le fattezze di quello principale, il viale degli Eroi di Cefalonia e il viale degli Eroi di Rodi.

## Viabilità
La zona è ben collegata alla rete viaria romana tramite le vie Pontina e Cristoforo Colombo, che permettono un facile accesso al G.R.A., all'EUR (permettendo poi di proseguire verso il centro storico), a Ostia (ed a tutti i quartieri interposti) e, tramite la via di Mezzocammino, alle vie Ostiense e del Mare portando così a tre gli accessi al G.R.A dal quartiere.
Pur previsto dal Piano Regolatore approvato nel 1968, il collegamento con la Metro B di Roma non è mai stato realizzato, e sono rimasti solo sulla carta anche successivi progetti di snellimento del traffico locale, come la costruzione di un tram leggero tra Tor De Cenci, Spinaceto ed il quartiere E.U.R. Attualmente la zona urbanistica è servita da alcuni bus ATAC, come 705, 706, 708, 078, 071 e 731, che la collegano con alcuni quartieri adiacenti. 